# Никольский собор (Кудымкар)
Свято-Никольский собор — православный храм в городе Кудымкаре Пермского края, кафедральный собор Кудымкарской епархии Русской православной церкви. Памятник градостроительства и архитектуры.

## История
Заложен взамен деревянной церкви в 1796 году по приказу графа Александра Строганова. Первоначально церковь была двухпрестольная: во имя святителя Николая и мученицы Параскевы, но впоследствии, в 1812 году, был устроен и третий придел во имя сорока мучеников Севастийских. Престол во имя святой мученицы Параскевы освящён 24 февраля 1804 года преосвященным Иустином, епископом Пермским и Екатеринбургским. Чрез два дня, 26 февраля, тем же преосвященным освящён и второй престол в храме Николая Мирликийского. Престол во имя св. сорока мучеников освящён 11 августа 1819 года.
Храм был закрыт в 1930 году. Первое время в его здании размещался клуб, с 1943 года — краеведческий музей.
В 1990 году здание передано церковной общине. С 2014 году после образования Кудымкарской епархии Свято-Николаевская церковь получила статус кафедрального собора.